# 5138 Gyoda
5138 Gyoda eller 1990 VD2 är en asteroid i huvudbältet som upptäcktes den 13 november 1990 av de båda japanska astronomerna Tsutomu Hioki och Shuji Hayakawa i Okutama. Den är uppkallad efter den japanska staden Gyōda.
Asteroiden har en diameter på ungefär 14 kilometer och den tillhör asteroidgruppen Themis.